# Sisemundo
Sisemundo fue un eclesiástico español, obispo de Sigüenza a mediados del siglo IX.

Las únicas noticias históricas acerca de su existencia proceden de una carta que el sacerdote Eulogio de Córdoba, después arzobispo de Toledo, dirigió al obispo de Pamplona Wilesindo, relatando su paso por Sigüenza en su viaje de regreso desde Francia, en el que menciona a Sisemundo como "varón prudentísimo".